# Vicent Branchat
Vicent Branchat   (València, c. 1735 - València, 31 de maig de 1791) fou un jurista, assessor del reial patrimoni, generalitats i amortització i oïdor de la Real Audiència. Fill de Cristóbal Branchat, comerciant de llibres, i de Maria Francisca Cardona, filla del llibreter José Cardona.
A causa de la professió familiar, Branchat va heretar la passió pels llibres, i tenia una llibreria a la plaça de la Seu de València. Va obtindre el grau de batxiller a Lleis el 12 de juny de 1755 i el doctorat en Dret civil per la Universitat de València. La llicència per exercir com a advocat, li va ser concedida pel Real Acuerdo l'octubre de 1759 i el any mateix es va col·legiar.

## Vida professional
Va tindre una vida professional variada, l'any 1765 és apoderat del Gremi de Ferradors i Manescals de València, nomenat procurador a Madrid i el 1778 com a partidor a l'herència de Mariana Aliaga. El 1781 va ser elegit degà del Col·legi d'Advocats de València.
A la seva professió va destacar com un convençut regalista, defensor dels drets de la Corona. El 26 de setembre de 1774 fou nomenat advocat assessor del jutjat del Reial Patrimoni i Generalitats del regne de València.
La recopilació feta arran de l'encàrrec d'investigar els vestigis de l'antic patrimoni que, després de la Guerra de Successió, s'havia deixat perdre, de més de cinc-cents documents, i va recuperar normes ja aleshores de difícil localització, que abastaven des de temps de Jaume I fins a la pròpia època del jurista. Les fonts del seu treball van ser els arxius de la ciutat, del Palau Reial i dels de la Batlia de València. Va col·laborar com a pare de pobres de l'església de Sant Bartomeu de València. Branchat també va intervenir als capbreus del regne que es van fer des del 1780 i les rendes que generaven; els seus estudis van donar origen a les normes de capbrevació de 1781. Finalment va ser nomenat oïdor de la Real Audiència fins a la fi dels seus dies.

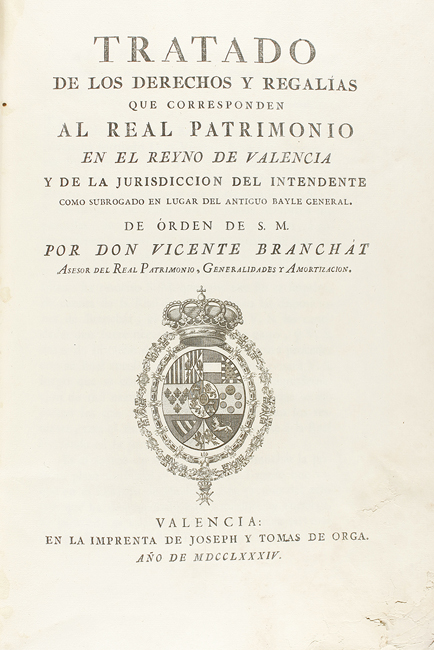
Tractat dels Drets i Regàlies que corresponen al Reial Patrimoni al Regne de València i de la jurisdicció de l'Intendent com a subrogat en lloc de l'antic Batle General

Branchat estava casat amb Manuela Alfonso Martínez, filla de José Ignacio Alfonso, advocat dels Reials Consells, i de Clemencia Martínez.
Tenia el seu despatx d'advocat al carrer del portal de Valldigna de València, parròquia de Sant Bartomeu, al mateix edifici que altres lletrats, com Tomàs Usarralde i Ignasi Alfonso, el seu cunyat.
Del seu matrimoni amb Manuela van nàixer tres fills: Vicent, Josep i Alfons. Branchat, a més a més del seu treball com a oïdor de l'Audiència, era assessor i administrador dels béns d'alguns nobles i terratinents, tant de València com d'altres capitals.

El dia 1 de maig va sentir que moria, per la qual cosa va atorgar testament davant de José de Velasco, notari de València. Disposava el seu enterrament a l'església de Sant Bartomeu, nomenava marmessors el sogre, el cunyat, sacerdot i vicari de la parròquia, diversos amics, tots ells de València, i José Joaquín Castillo, oficial secretari d'Estat, amb residència a Madrid. Disposava llegats i nomenava hereus els seus fills. Va morir pocs dies després; la seva mort consta en una nota del llibre del Real Acuerdo de València del dia 11 de maig de 1791; la dona va ser tutora i curadora dels tres fills.
| « | Cap a les nou hores i quart de la nit, va morir el senyor Don Vicent Branchat, oïdor d'aquesta Reial Audiència quines diligències practicades sobre això es troben en llibre separat. | » |

Va ser autor dels llibres:
- (castellà) Branchat, Vicent. Impremta de Josep Tomás d'Orga. Bivaldi. «Tratado de los Derechos y Regalias que corresponden al Real Patrimonio en el Reino de Valencia y de la jurisdicción del Intendente como subrogado en lugar del antiguo Batle General», 1784-1786., conformat en tres volums; els dos primers reuneixen les normes referides al Reial Patrimoni, mentre que al tercer fa un estudi sobre l'origen i el desenvolupament d'aquest patrimoni. D'esta obra se'n van editar mil exemplars.
- (castellà) Branchat, Vicent. Impremta de Benito Monfort. «Colección de Reales Cédulas, Ordenes y Providencias dadas para el Gobierno del Real Patrimonio del Reyno de Valencia», 1784-1786.
- (castellà) «Noticia histórica de la antigua legislación valenciana sobre el régimen de aguas públicas», Valencia, Impremta de Josep Rius, 1851.